# Lézard des souches
Lacerta agilis
Espèce
Synonymes
- Seps argus Laurenti, 1768
- Lacerta agilis var. dilepis Lichtenstein, 1856
- Lacerta paradoxa Bedriaga, 1886
- Lacerta boemica Suchov, 1929
- Lacerta agilis garzoni Palacios & Castroviejo, 1975

Statut de conservation UICN

 LC  : Préoccupation mineure
Lacerta agilis, le Lézard des souches ou, Lézard agile est une espèce de sauriens de la famille des Lacertidae. En France, ce lézard est strictement protégé par la loi.

## Répartition

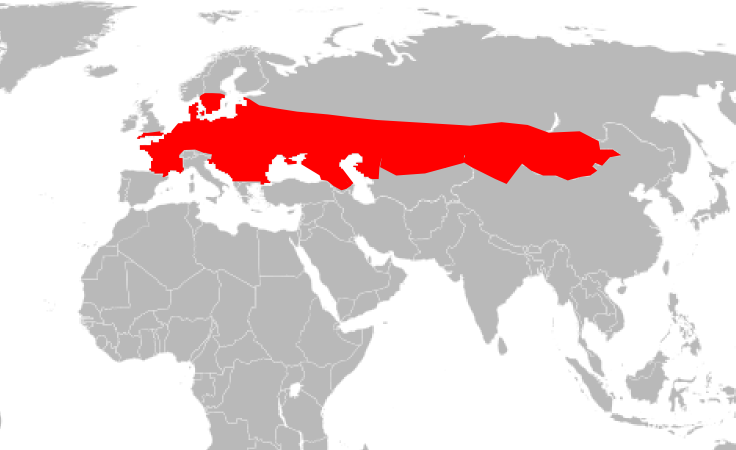
Distribution.

Cette espèce se rencontre dans la majeure partie de l'Europe et de l'Asie centrale où il atteint des altitudes élevées (3 500 m) dans le sud de l'Angleterre, en France, en Belgique, au Luxembourg, aux Pays-Bas, en Allemagne, au Danemark, dans le sud-est de la Norvège, dans le Sud de la Suède, en Estonie, en Lettonie, en Lituanie, dans l'est de la Pologne, en Tchéquie, en Slovaquie, en Hongrie, en Suisse, en Autriche, dans le nord-est de l'Italie, en Croatie, au Bosnie-Herzégovine, au Monténégro, en Serbie, au Kosovo, en Albanie, en Macédoine, dans le nord de la Grèce, en Bulgarie, en Roumanie, en Moldavie, en Ukraine, en Biélorussie, en Russie, dans le Nord-Est de la Turquie, en Géorgie, en Azerbaïdjan, en Arménie, au Kazakhstan, au Kirghizistan, au Xinjiang en Chine et en Mongolie.

## Description
Les adultes  mesurent une dizaine de centimètres du museau au cloaque. C'est un lézard corpulent à pattes courtes et à tête courte et épaisse. Sa coloration est assez variable, tirant sur le vert pour les mâles en période de reproduction. Beaucoup d'individus ont des ocelles et des marques ou marbrures sombres sur les flancs. Les femelles sont en général plus grises ou brunes.

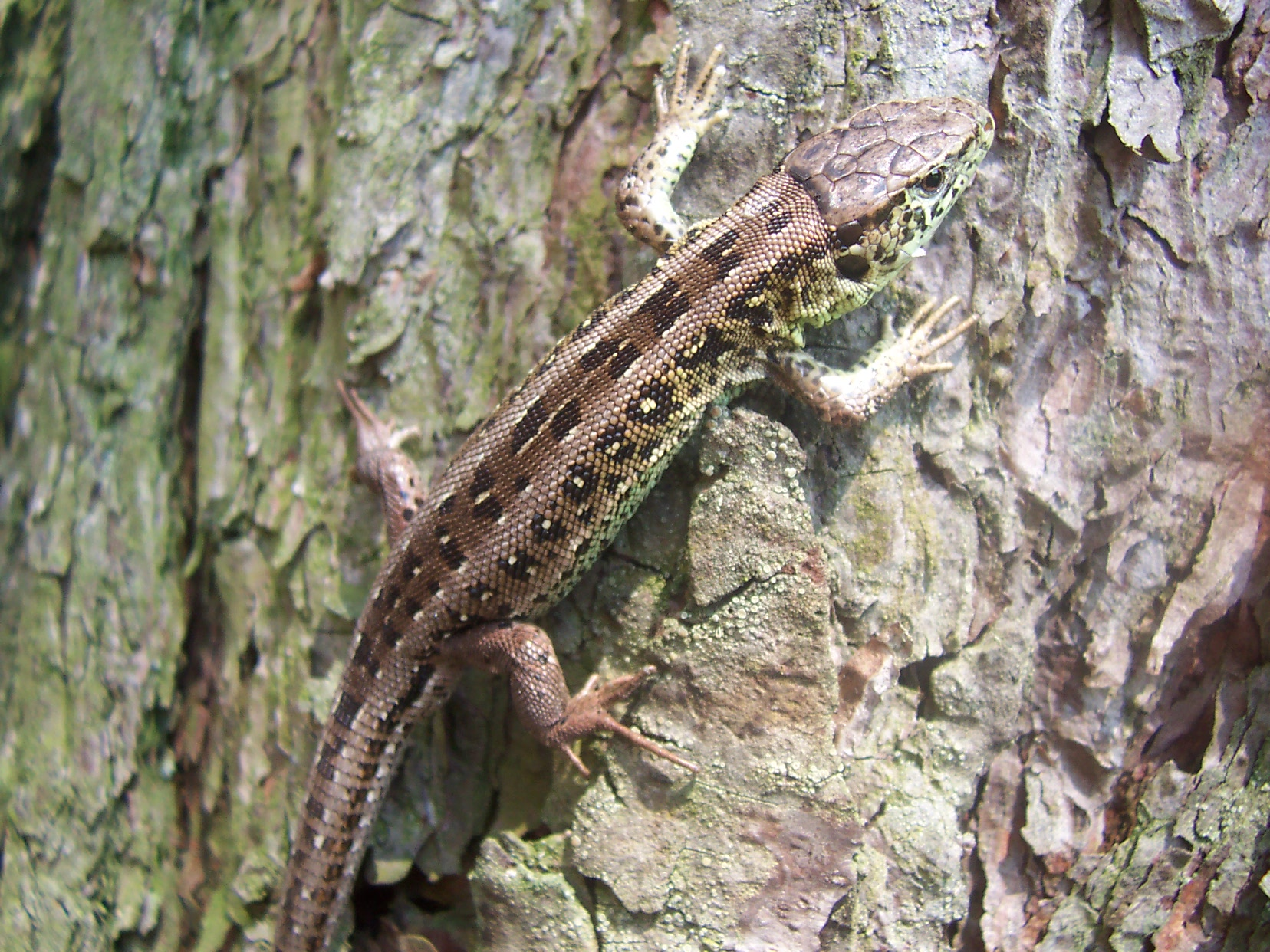
Lézard des souches Lacerta agilis.
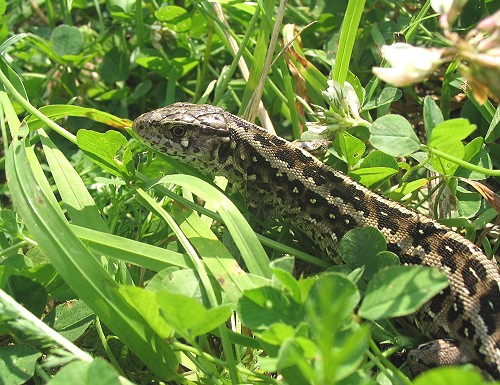
Lacerta agilis.
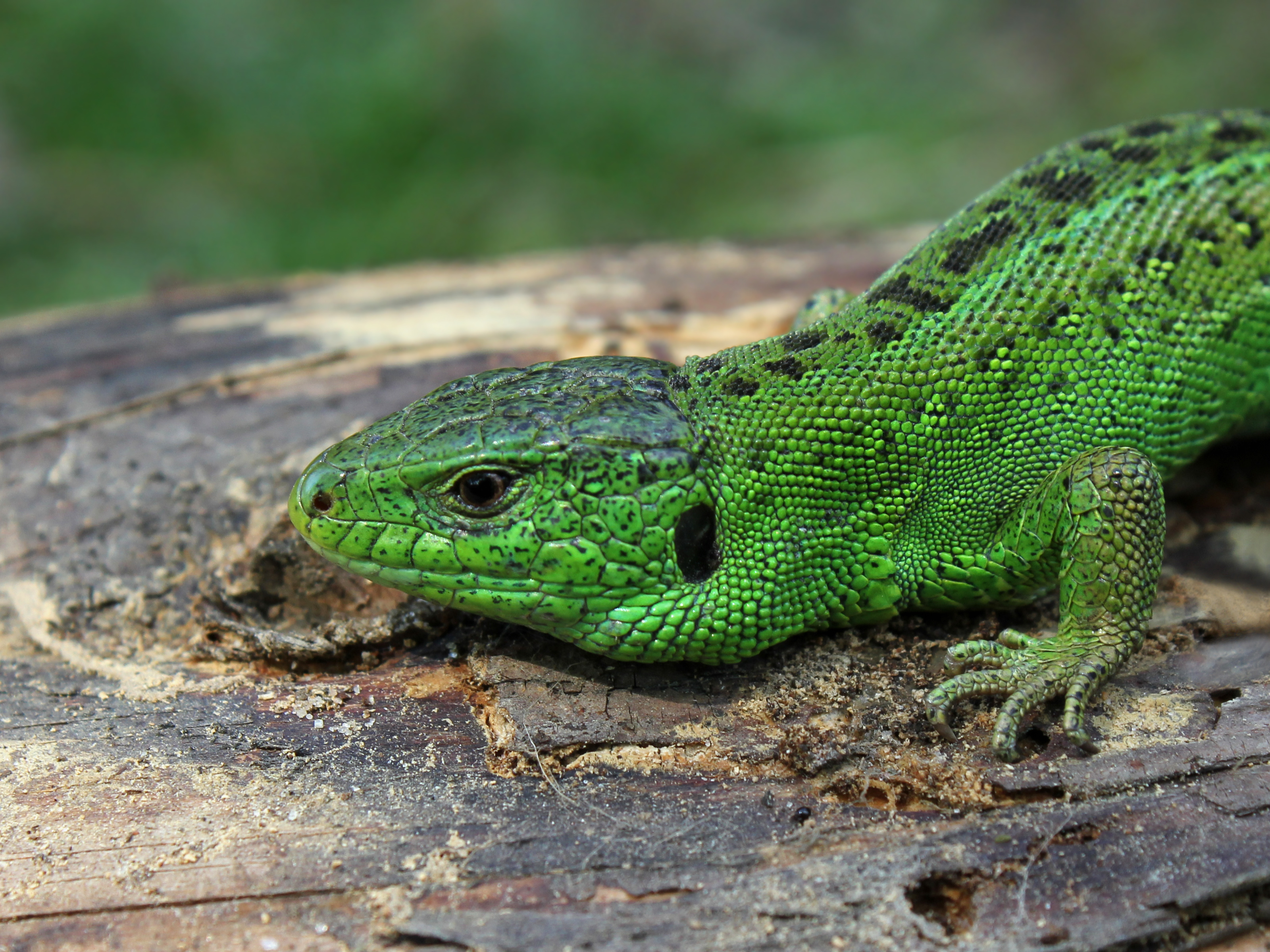
Lacerta agilis mâle en période de reproduction.
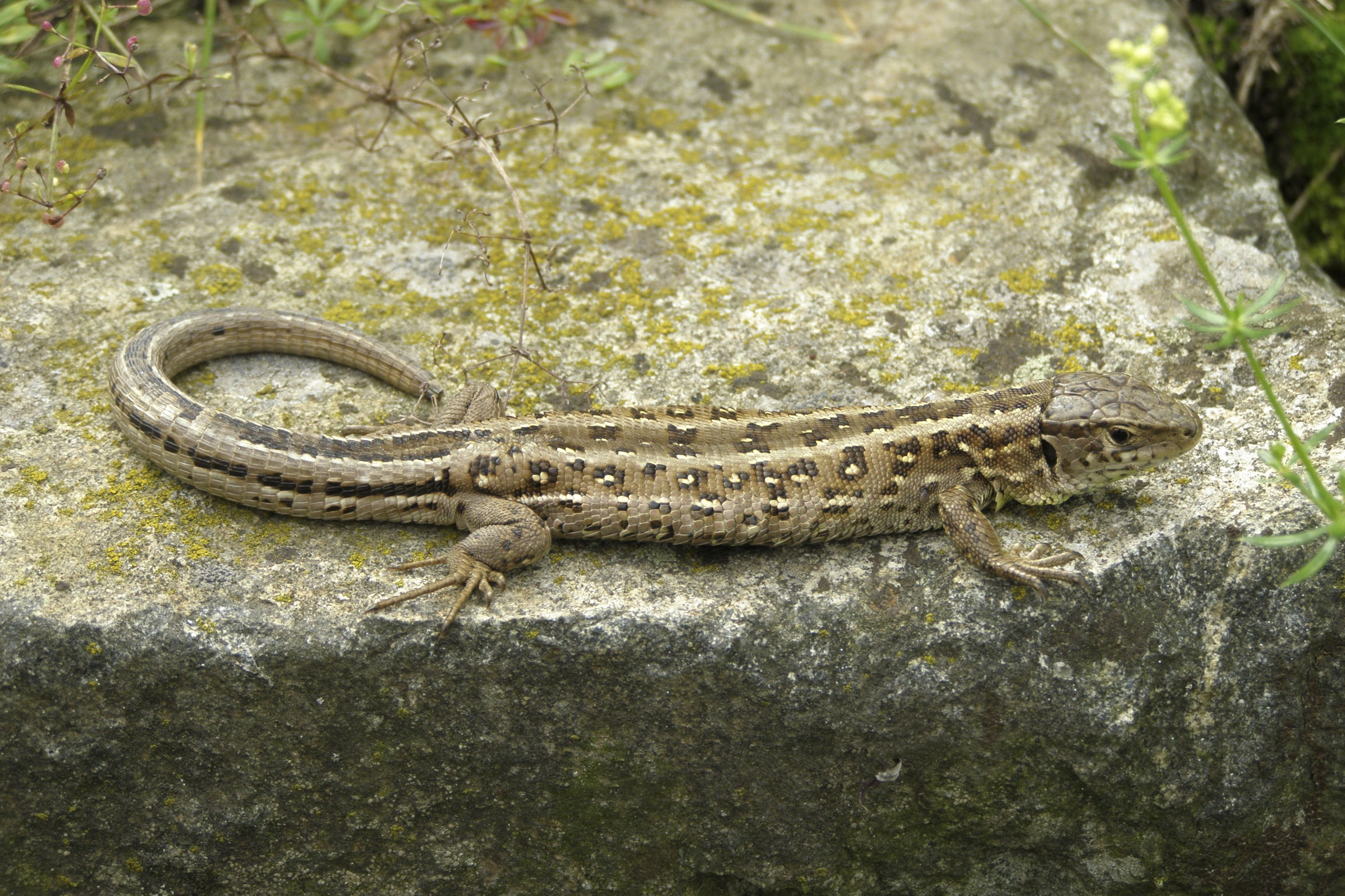
Lacerta agilis - femelle.
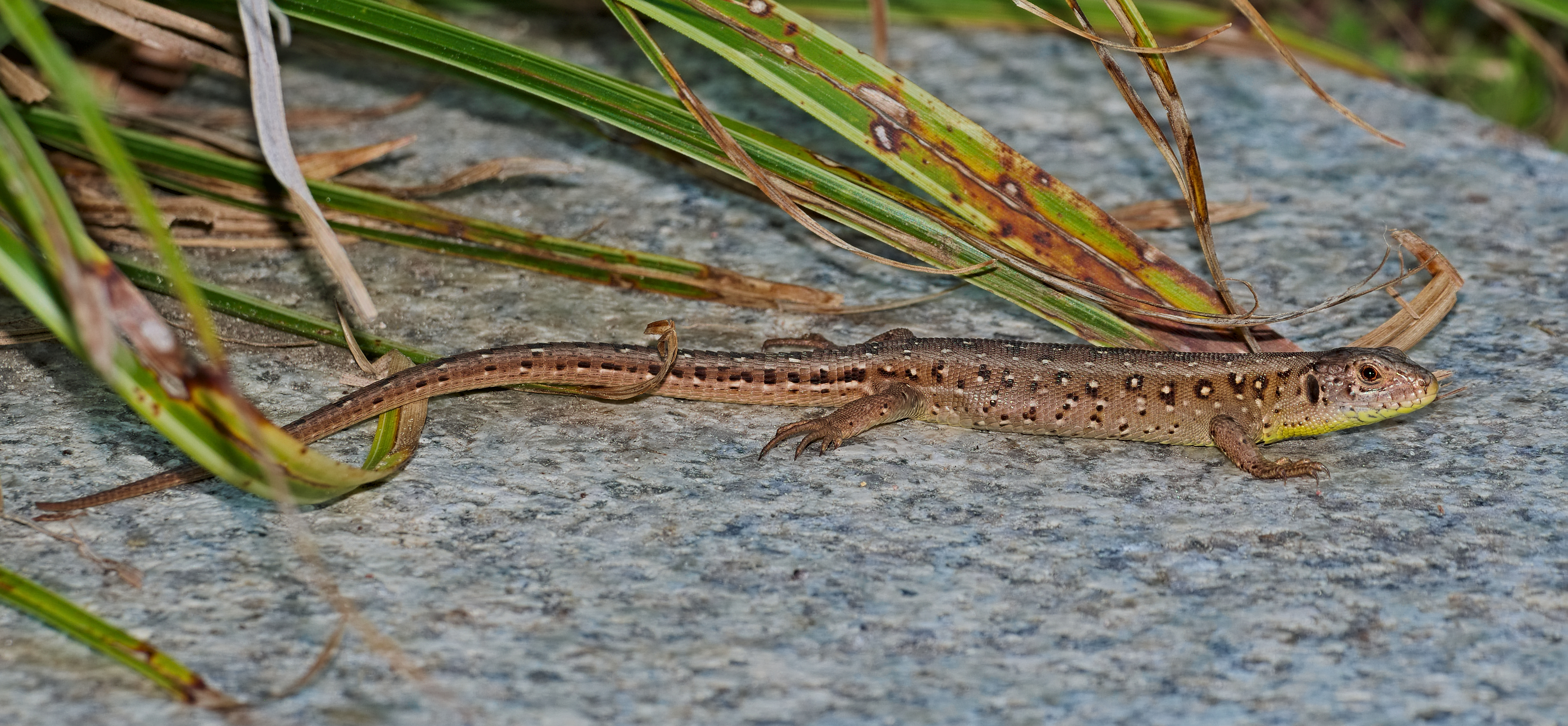
Lézard des souches femelle dans le Brandebourg.
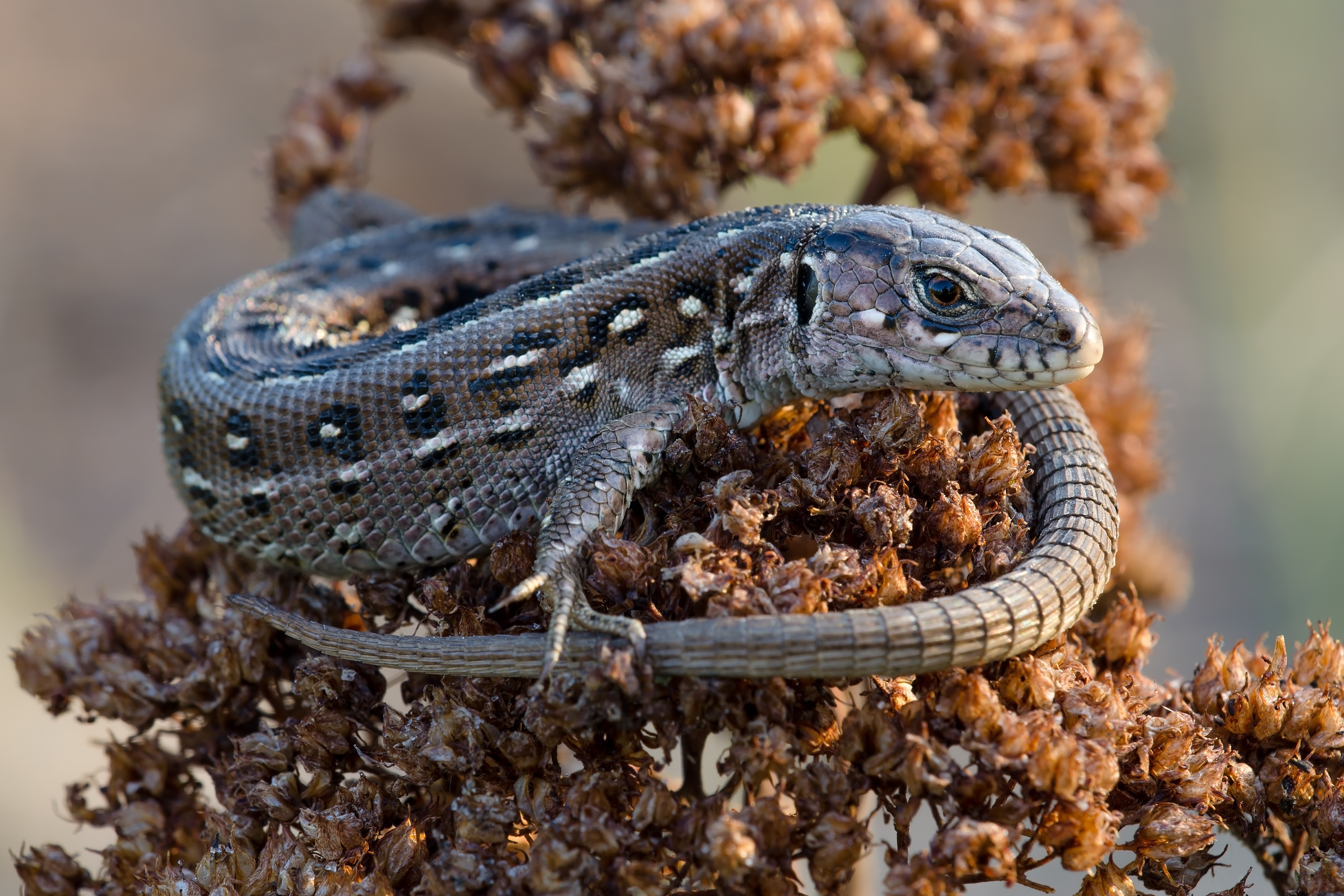
Lézard des souches dans le Pushcha-Vodytsiar (en), près de Kiev en Ukraine.

À basse altitude, ils préfèrent des milieux plus humides et plus boisés que le lézard vert alors qu'ils occupent des pelouses ou des milieux rocailleux bien exposés à plus haute altitude.

## Liste des sous-espèces
Selon The Reptile Database (26 janvier 2013) :
- Lacerta agilis agilis Linnaeus, 1758
- Lacerta agilis argus (Laurenti, 1768)
- Lacerta agilis boemica Suchow, 1929
- Lacerta agilis bosnica Schreiber, 1912
- Lacerta agilis brevicaudata Peters, 1958
- Lacerta agilis chersonensis Andrzejowski, 1832
- Lacerta agilis exigua Eichwald, 1831
- Lacerta agilis grusinica Peters, 1960
- Lacerta agilis ioriensis Peters & Muskhelischwili, 1968
- Lacerta agilis mzymtensis Tuniyev & Tuniyev, 2008

## Publications originales
- (la) Andrzejowski, 1832 : Reptilia imprimis Volhyniae, Podoliae et Gubernii Chersonensis. Nouveaux Mémoires de la Société Impériale des Naturalistes de Moscou, vol. 2, p. 319–346 (texte intégral).
- (la) Eichwald, 1831 : Zoologia specialis, quam expositis animalibus tum vivis, tum fossilibus potissimuni rossiae in universum, et poloniae in specie, in usum lectionum publicarum in Universitate Caesarea Vilnensi. Zawadski, Vilnae, vol. 3, p. 1-404 (texte intégral).
- (la) Laurenti, 1768 : Specimen medicum, exhibens synopsin reptilium emendatam cum experimentis circa venena et antidota reptilium austriacorum, Vienna Joan Thomae, p. 1-217 (texte intégral).
- (la) Linnaeus, 1758 : Systema naturae per regna tria naturae, secundum classes, ordines, genera, species, cum characteribus, differentiis, synonymis, locis, ed. 10 (texte intégral).
- (de) Peters, 1958 : Die Zauneidechse des Kleinen Kaukasus als besondere Unterart – Lacerta agilis brevicaudata ssp. n. Zoologische Jahrbücher. Abteilung für Systematik, Geographie und Biologie der Tiere, Jena, vol. 86b, no 1/2, p. 127-138 (texte intégral).
- (de) Peters, 1960 : Die Grusinische Zauneidechse Lacerta agilis grusinica nomen novum. Zoologischer Anzeiger, Jen&, vol. 165, p. 279-289 (texte intégral).
- (de) Peters & Muskhelischwili, 1968 : Lacerta agilis ioriensis – eine neue Subspecies der kaukasischen Zauneidechsen. Zoologische Jahrbücher. Abteilung für Systematik, Geographie und Biologie der Tiere, Jena, 95: , vol. 95, p. 213-228 (texte intégral).
- (de) Schreiber, 1912 : Herpetologia Europaea (2. Aufl.). Fischer (Jena), p. 1-960.
- (en) Suchow, 1929 : Description of a new species of Lizards from the environs of Vladicaucasus (Lacerta boemica, sp. n.). Académie des Sciences de l'Ukraïne, Mémoires de la Classe des Sciences Physiques et Mathématiques, vol. 13, no 1, p. 115-117 (texte intégral).
- (en) Tuniyev & Tuniyev, 2008 : Intraspecific Variation of the Sand Lizard (Lacerta agilis) from the Western Caucasus and Description of a New Subspecies Lacerta agilis mzymtensis ssp. nov. (Reptilia: Sauria). Russian Journal of Herpetology, vol. 15, no 1, p. 55-66 (texte intégral).